# Ourtalroute

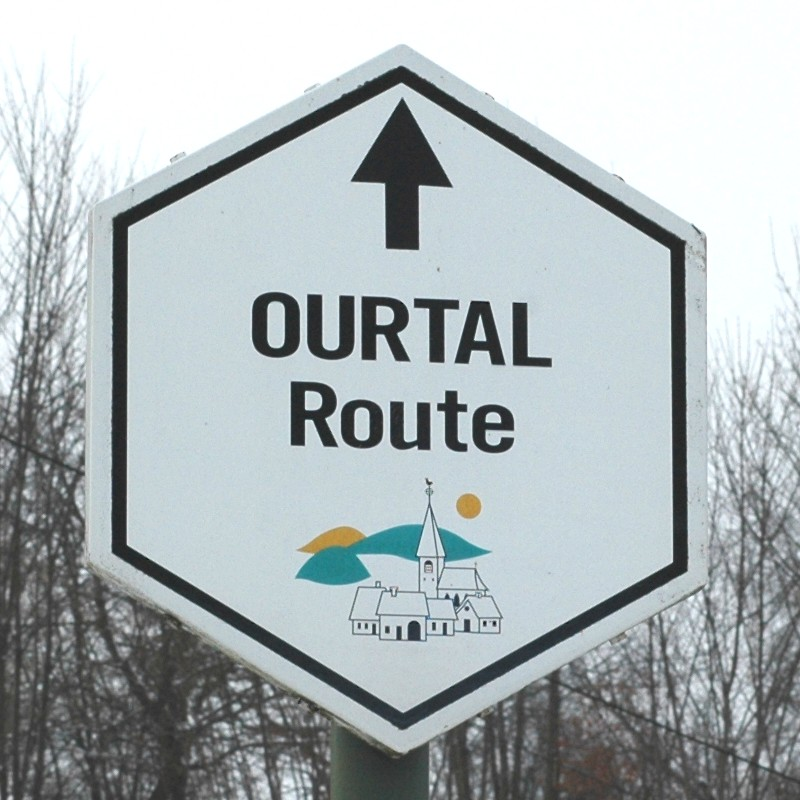

De Ourtalroute is een toeristische autoroute in Wallonië. Ze is bewegwijzerd met zeshoekige borden en is 100 kilometer lang. De route volgt het dal van de Our van Sankt-Vith via Atzerath, Lommersweiler, Burg-Reuland en Oudler.